# Donkey Kong Country 2: Diddy’s Kong Quest
Donkey Kong Country 2: Diddy’s Kong Quest (abgekürzt Donkey Kong Country 2 oder DKC2) ist ein von Rareware entwickeltes Side-Scrolling-Jump’n’-Run, das für das Super Nintendo Entertainment System (SNES) erschien. Nintendo veröffentlichte Donkey Kong Country 2: Diddy’s Kong Quest 1995 als Fortsetzung von Donkey Kong Country.

## Handlung
Donkey Kong wurde vom bösartigen Kremlingsboss Kaptain K. Rool entführt. Sein bester Freund Diddy Kong und die nette Affendame Dixie Kong machen sich sofort auf den Weg, um Donkey aus den Fängen von K. Rool zu befreien. Als sie ihre Reise beginnen, finden sie einen Brief von K. Rool mit folgendem Inhalt:
„Ich habe Donkey Kong entführt. Glaubt mir, ihr werdet diesen affigen Typen niemals wiedersehen! He-he-he-he!!! Eurer Lieblingsbösewicht und König aller Kremlings Kaptain K. Rool“
Diddy und Dixie müssen sich auf ihrem Weg gegen unzählige Kremlings behaupten und am Ende Kaptain K. Rool selbst besiegen, um Donkey Kong zu retten. Dabei werden sie von Cranky Kong, Funky Kong und Wrinkly Kong unterstützt.

## Spielmechanik

### Allgemeines
Im Vergleich zu Donkey Kong Country enthält das Spiel viele Neuerungen. Dazu gehören beispielsweise die versteckten Bonus-Fässer, in denen stets eine Aufgabe auf Diddy und Dixie wartet. Ist diese geschafft, erhält man eine sogenannte Kremmünze. Dabei gibt es drei Arten von Bonusleveln. Lautet die Aufgabe „Finde die Münze!“, ist die Kremmünze irgendwo im Bonuslevel versteckt und muss gefunden werden. Bei der Aufgabe „Mache alle Gegner fertig!“ müssen alle Gegner besiegt werden, erst dann erscheint die Kremmünze. Bei der dritten möglichen Aufgabe in Bonusleveln, „Sammle die Sterne!“, muss eine bestimmte Anzahl an Sternen eingesammelt werden, um die Kremmünze erscheinen zu lassen. Alle Bonuslevel sind zeitlich begrenzt. Neben den Kremmünzen gibt es in jedem Level eine der seltenen DK-Münzen, die von Cranky Kong versteckt wurden. Diese Münzen zu finden, wird zunehmend schwieriger, was als Spielanreiz dienen soll. Neben den Münzen muss der Spieler auch andere Gegenstände wie Bananen oder Kong-Buchstaben sammeln. Das Sammeln von 100 Bananen oder den vier Kong-Buchstaben wird mit einem Extraleben belohnt. Auch Bananen-Münzen müssen gefunden werden, diese gelten als Zahlungsmittel. Neu ist auch die Fähigkeit, den Partner Huckepack zu nehmen, um höher gelegene Orte erklimmen zu können. Dixie Kong kann zudem über weite Strecken in der Luft gleiten, indem sie ihr Haar als „Propeller“ benutzt. Darüber hinaus gibt es Fässer, die nur durch einen spezifischen Charakter aktiviert werden können. Hat man alle Levels, Endgegner und Bonusspiele beendet und alle DK-Münzen gefunden, hat man den maximalen Spielstand von 102 % erreicht.

### Spielmodi
Donkey Kong Country 2: Diddy’s Kong Quest kann vom Spieler in drei Spielmodi absolviert werden:
- Einzelspieler: Ein Spieler tritt das Spiel alleine an.
- Zwei-Spieler-Contest: Hier spielen zwei Spieler gegeneinander. Hat ein Spieler ein Leben verloren oder ein Level beendet, beginnt der andere Spieler das Spiel. Der Wettstreit liegt darin, welcher Spieler in einer bestimmten Zeit mehr Level absolvieren kann.
- Zwei-Spieler-Team: Zwei Spieler bilden ein Team, in dem der eine Spieler Diddy Kong und der andere Spieler Dixie Kong steuert.

### Spiel-Bildschirm
Im Level
Während des Spiels werden verschiedene Anzeigen auf dem Spielbildschirm eingeblendet. Diese werden allerdings nicht dauerhaft angezeigt, sondern erscheinen nur, wenn eine entsprechende Sache eingesammelt wurde bzw. die individuelle Anzeige vonnöten ist. Innerhalb eines Levels sind folgende Anzeigen vorhanden:
- „Bananen-Zähler“: Zeigt die gesammelte Menge an Bananen an. Für 100 Bananen erhält man ein Extraleben.
- „K-O-N-G Buchstaben“: Sammelt man einen der vier Buchstaben ein, werden dieser und die bis dahin gesammelten eingeblendet. Findet man alle vier Buchstaben, erhält man ebenfalls ein Extraleben.
- „Kong-Ballons“: Diese Anzeige wird eingeblendet, wenn man einen Ballon einsammelt oder ein Leben verliert, und zeigt die zur Verfügung stehenden Leben an.
- „Timer“: Dieser ist in bestimmten Leveln und in Bonusspielen eingeblendet. Für jedes Bonusspiel steht nur eine bestimmte Zeitspanne zur Verfügung.

Auf der Übersichtskarte
Auf der Übersichtskarte werden die bereits freigespielten Level und Anlaufstellen der Familie Kong dargestellt. Ein noch zu bestreitendes Level wird durch einen Kremling-Kopf dargestellt, ein bereits beendetes Level mit dem Kopf des jeweiligen Affen, der aktiv das Ziel des Levels erreicht hat. Die Dienstleitungsstellen der Familie Kong, wie die Kong-Schule oder Funkys Flüge, werden durch den Kopf des jeweiligen Mitglieds der Kong-Familie angezeigt. Bei Klubbas Kiosk verhält es sich dementsprechend. Der Endgegner einer Welt wird vor erfolgreichem Bestreiten des Kampfes durch einen goldenen Kopf dargestellt. Bei jedem anwählbaren Level bzw. jeder Spielwelt wird unten am Bildschirm der Name des jeweiligen Levels oder der Spielwelt angezeigt. Hat man alle Bonuslevel in einem Level absolviert, erscheint ein Ausrufezeichen neben dem Levelnamen, hat man die DK-Münze eingesammelt, erscheint ein DK-Symbol.

### Steuerung
|                 | | |
| Taste           | Funktion auf der Karte                                                                                   | Funktion im Level |
| 1 – Steuerkreuz | Level auswählen                                                                                          | Bewegen, Hocken (Steuerkreuz nach unten)                                                                                                   |
| 2 – Select      | keine Funktion                                                                                           | Partner wechseln, Level verlassen (Bei aktivierter Pause und nur wenn das Level bereits einmal beendet wurde)                              |
| 3 – Start       | Level starten                                                                                            | Pause |
| 4 – B           | Level starten                                                                                            | Springen, Schwimmen |
| 5 – A           | Level starten                                                                                            | Partner Huckepack nehmen + Team wieder auflösen, Supertrick des Tierhelfer anwenden (gedrückt halten)                                      |
| 6 – Y           | Level starten                                                                                            | Rolle schlagen (als Diddy), Haare als „Propeller“ benutzen (als Dixie), Gegenstände aufgeben/fallenlassen/werfen, Rennen (gedrückt halten) |
| 7 – X           | Level starten                                                                                            | Vom Tierhelfer abspringen |
| 8 – L           | keine Funktion (Vor Beendigung des Spiels) , Aufruf der DK-Münzen-Statistik (Nach Beendigung des Spiels) | Netze des Tierhelfers Squitter verschießen                                                                                                 |
| 9 – R           | keine Funktion (Vor Beendigung des Spiels) , Aufruf der DK-Münzen-Statistik (Nach Beendigung des Spiels) | Netze des Tierhelfers Squitter verschießen                                                                                                 |

## Spielwelten
Die Spielwelten erstrecken sich über eine einzige, turmartig aufgebaute Insel, die sogenannten „Krokodilinsel“. Diese gilt als Heimat von Kaptain K. Rool und den Kremlings.
Gallionsplanken
Die erste Spielwelt, Gallionsplanken, ist ein Piratenschiff aus King K. Rools Flotte. Es handelt sich dabei um das Piratenschiff, auf dem in Donkey Kong Country der Showdown mit dem Kremlingsboss stattfindet. Auch die DK-Insel aus DKC ist in dieser Spielwelt im Hintergrund zu sehen. Im ersten Level von Gallionsplanken ist der Brief von K. Rool an die Kongs zu finden. Die Level sind relativ einfach zu lösen und auch die Bonus-Fässer und DK-Münzen sind meist ohne große Schwierigkeiten zu finden. Die Welt besteht aus fünf Leveln und enthält auch Crankys Affenmuseum, die Kong Schule, Funkys Flüge und Swankys Goldgrube. Endgegner der Spielwelt Galionsplanken ist Krow, ein großer Piratengeier, der mit seinen Eiern beworfen werden muss. Ist dies erledigt, können die Kongs in die Lavawelt Krokodilkessel voranschreiten.
Krokodilkessel
Die Spielwelt Krokodilkessel ist eine Vulkanlandschaft, die aus einem großen und mehreren kleineren Vulkanen besteht. Die Kongs müssen sich durch mehrere Lavalevel kämpfen und der großen Hitze trotzen. Um die Lavaseen überqueren zu können, sind sie auf Hilfsmittel, wie Heißluftballons oder Plattformen in der Form von Krokodilsköpfen, angewiesen. Auch in dieser Welt sind alle anderen Kongs zu finden. Außerdem kann man im Krokodilkessel zum ersten Mal Klubbas Kiosk besuchen und durch Bezahlung von 15 Kremmünzen von dort aus das erste Level der verlorenen Welt betreten. Die Welt Krokodilkessel besteht aus fünf Leveln. Danach muss der Spieler gegen einen riesigen Degen names Kleever antreten und diesen im richtigen Moment mit Kanonenkugeln treffen. Ist Kleever besiegt, gelangt man in die nächste Spielwelt Kremkai.
Kremkai
Eine recht düster wirkende Sumpflandschaft, in der ein zerbrochenes Schiffswrack von den Kongs untersucht werden muss. In dieser Spielwelt sind sechs Level zu beschreiten, unter anderem ein Sumpflevel, ein Unterwasserlevel oder ein Level auf einem Piratenschiff, das mit der Schlange Rattly absolviert werden muss. Am Ende der Spielwelt Kremkai muss der äußerst muskulöse Kremling Kudgel ausgeschaltet werden, indem man ihn mit TNT-Fässern bewirft. In dieser Spielwelt sind alle Kongs und auch Klubbas Kiosk zu finden.
Tiefes Kremland
Eine Spielwelt, die in einigen Leveln einem Freizeitpark ähnelt. In ihr müssen unter anderem zwei Achterbahnlevel abgeschlossen werden, außerdem muss man sich auch durch ein Zingernnest (Zinger = Bienen bzw. Wespen in DK) und einen Sumpf schlagen. Insgesamt besteht die Welt aus sechs Leveln. Endgegner vom tiefen Kremland ist King Zing, der König der Zinger, welcher mit Hilfe des freundlichen Papageis Squawks geschlagen werden muss. Ist dies erledigt, können die Kongs in die Geisterwelt Düsterschlucht eintreten.
Düsterschlucht
Unheimliche und gruslige Spielwelt, in der es spukt. Die Level wirken meist düster und sind recht anspruchsvoll. So muss man beispielsweise im zweiten Level auf Schienen vor den gefährlichen Geisterkremlingen Kackle flüchten oder mit der Spinne Squitter ein schwieriges Level bestehen. Die Bonusspiele sind schwerer zu finden und auch das Einsammeln der DK-Münzen wird zunehmend anspruchsvoller. Die Spielwelt besteht aus 5 Leveln, und auch die anderen Kongs und Klubba sind in der Düsterschlucht vertreten. Als Bossgegner fordert Geier Krow eine Revanche, auch wenn dieser nun als Geist auftritt. Er bekommt dabei Unterstützung von mehreren kleinen Geiern.
K. Rools Reich
Die ersten sechs Level der Spielwelt K. Rools Reich sind alle als recht anspruchsvoll anzusehen. Der Spieler muss sich unter anderem durch ein anspruchsvolles Eislevel kämpfen oder einen Turm mit der Klapperschlange Rattly und anderen Tierhelfern erklimmen, während in diesem eine grüne und äußerst gefährliche Giftbrühe aufsteigt. Auch in dieser Spielwelt sind Crankys Affenmuseum, die Kongschule, Funkys Flüge und Swankys Goldgrube zu finden. Zudem kann auch hier ein Level der verlorenen Welt durch Klubbas Kiosk betreten werden. K. Rools Reich hat keinen Endgegner. Im letzten Level wird nur eine Zwischensequenz eingespielt, in der der gefesselte Donkey Kong zu sehen ist.
Fliegendes Krokodil
Das Fliegende Krokodil ist Kaptain K. Rools fliegende Festung. Die Spielwelt besteht aus nur einem Level, außerdem kann sich der Spieler in dieser Spielwelt keine Tipps bei Cranky Kong holen oder Klubbas Kiosk betreten. Nur Wrinkly und Funky Kong stehen in dieser Welt zur Verfügung. Endgegner ist Kaptain K. Rool höchstpersönlich, der Donkey Kong in seinem fliegenden Schiff gefangen hält.
Verlorene Welt
Die verlorene Welt ist sehr geheimnisvoll. Sie besteht aus fünf Leveln, die von Klubbas Kiosk von jeweils verschiedenen Spielwelten aus betreten werden können. Von jeweils einem Kiosk in einer Spielwelt aus, kann man ein Level der verlorenen Welt bestreiten. Der Spieler benötigt an jedem Kiosk jeweils 15 Kremmmünzen, um in die verlorenen Welt von der jeweiligen Spielwelt aus eintreten zu dürfen. Sammelt man alle Kremmünzen und beendet alle Level der verlorenen Welt, öffnet sich der Krokodilskopf der verlorenen Welt, der in gewisser Weise einem Vulkan ähnelt, und man kann das letzte Level des Spiels names „Krokodil Hit“ absolvieren. In diesem muss Kaptain K. Rool ein zweites Mal besiegt werden. Dieses Level ist, anders als die übrigen Level dieser Spielwelt, von jedem Kiosk aus betretbar. In der verlorenen Welt gibt es keine Kremmünzen mehr zu finden, wohl aber Bonusspiele. Schafft man ein solches, erhält man eine der 40 DK-Münzen. In dieser Spielwelt ist nur Crankys Affenmuseum vorhanden.

## Charaktere
→ nähere Informationen: Figuren aus den Donkey-Kong-Spielen
- Diddy Kong: Diddy Kong ist der beste Freund von Donkey Kong. Darum macht er sich auch sofort auf den Weg, um Donkey zu retten, als dieser von Kaptain K. Rool entführt wird. Diddy ist eher klein und schüchtern. Trotzdem kann er es mit der Horde von Kremlingen problemlos aufnehmen. Sein Markenzeichen ist ein rotes Baseball-Cap mit dem Nintendo-Logo.
- Dixie Kong: Die Affendame ist eine Freundin von Diddy und Donkey. Sie hat in Donkey Kong Country 2 ihren ersten Auftritt. Dixie kann den sogenannten „Wirbelwind“[2] einsetzen, bei dem sie ihr Haar als „Propeller“ benutzt und so durch die Luft gleiten kann.
- Kaptain K. Rool: K. Rool ist der Anführer aller Kremlings, Gegenspieler von Diddy und Dixie und Entführer von Donkey Kong. In der Spieleanleitung wird er durchgehend King K. Rool genannt.
- Cranky Kong: Cranky Kong hilft Diddy und Dixie bei der Rettung von Donkey Kong, indem er ihnen in seinem Affenmuseum Tipps zu Bonusfässerfundorten gibt.
- Wrinkly Kong: Wrinkly Kong ist in Donkey Kong Country 2 Lehrerin an der Kong-Schule. Dort kann man sich allgemeine Tipps zum Spiel holen und das Spiel abspeichern.
- Funky Kong: Funky Kong betreibt wie in Donkey Kong Country Funkys Flüge. Dort kann man sein Fliegerfass mieten und von Spielwelt zu Spielwelt reisen.
- Swanky Kong: Swanky Kong ist Quizmaster. In der sogenannten Goldgrube stellt er Fragen zum Spiel. Kann man je drei Fragen beantworten, erhält man einen roten, grünen oder blauen Luftballon.
- Donkey Kong: Donkey Kong ist zwar Namensgeber von Donkey Kong Country 2, spielt aber eher eine Nebenrolle. Er wird von Kaptain K. Rool entführt und ist am Ende der Spielwelt „K. Rools Reich“ in einer Zwischensequenz, beim Kampf mit K. Rool und in den Endsequenzen kurz zu sehen. Ansonsten wird er nur namentlich erwähnt.
- Klubba: Das muskulöse Krokodil Klubba ist Besitzer eines Kiosks. Von dort aus bewacht er die Eingänge zur verlorenen Welt.

## Gegenstände

### Münzen
- Kremmünzen: Kremmünzen erhält man, wenn man die gestellte Aufgabe in einem Bonusfass erledigt. Diese Münzen werden benötigt, um Eintritt zur verlorenen Welt zu erhalten. Für jeweils 15 Kremmünzen gibt Klubba einen Eingang zur verlorenen Welt frei. Insgesamt sind 75 Kremmünzen im Spiel versteckt. Findet man alle 75 und schafft alle Level der verlorenen Welt, öffnet sich der Krokodilkopf in der verlorenen Welt, wo Kaptain K. Rool auf eine Revanche wartet.
- DK-Münzen: Diese Münzen hat Cranky Kong in den einzelnen Leveln versteckt.[3] In der Spieleanleitung werden sie auch „Cranky's Videospielheld-Münzen“ genannt. Insgesamt sind 40 DK-Münzen zu finden.
- Bananen-Münzen: Bananen-Münzen sind in sehr vielen Leveln zu finden. Sie werden als Zahlungsmittel in der Kong Schule oder Funkys Flüge benötigt.

### Fässer
- DK-Fass: Lässt den verlorenen Partner wieder erscheinen.
- Sternen-Fass: Dient als Zwischenspeicher in den einzelnen Leveln.
- TNT-Fass: Explodiert beim Werfen. Es öffnet Geheimgänge und zerstört Gegner.
- Kanonen-Fass: Schleudert Diddy oder Dixie über weite Entfernungen.
- Fässer mit !-Symbol: Macht den Charakter für kurze Zeit unverwundbar.
- Bonus-Fass: Enthält Aufgaben, für deren Erledigung man eine Kremmünze erhält.
- Diddy- oder Dixie-Fass: Diese Fässer können nur mit dem entsprechenden Charakter benutzt werden.
- Drehbare Fässer: Diese drehen sich in die vom Spieler gewünschte Position.
- Steuerbare Fässer: Sie sind in jede Richtung steuerbar.
- Check- und X-Fässer: Diese Fässer sind auf Achterbahnlevel von großer Bedeutung. Ein Check-Fass öffnet, ein X-Fass schließt Tore.
- Plus- und Minus-Fässer: Auch diese sind auf Achterbahnleveln zu finden und erhöhen bzw. vermindern die Zeit der Kongs.
- Tierfässer: Springen die Kongs in ein solches Fass, verwandeln sie sich in den abgebildeten Tierhelfer.

### Sonstige
- Bananen und Bananenstauden: Sammelt man 100 Bananen erhält man ein Extraleben. Eine Bananenstaude enthält 10 Bananen.
- Tierboxen: Kisten, in denen die tierischen Helfer auf ihren Einsatz warten: Das Nashorn Rambi, der Schwertfisch Enguarde, der Papagei Squawks, die Klapperschlange Rattly und die Spinne Squitter. Jeder der Tierfreunde hat bestimmte Fähigkeiten, die zum Erreichen von sonst unzugänglichen Ebenen, Bonusfässer oder DK-Münzen benötigt werden.
- Luftballons: Luftballons geben, je nach Farbe, eine bestimmte Anzahl an Extraleben. Ein roter gibt ein Leben, ein grüner zwei und ein blauer drei.
- Kong-Buchstaben: In jedem Level sind die Buchstaben K-O-N-G verteilt. Findet man alle vier, erhält man ein Extraleben.

## Entwicklung
Wie die anderen beiden Teile der Donkey-Kong-Country-Serie für das SNES wurde auch Donkey Kong Country 2: Diddy's Kong Quest vom britischen Videospielhersteller Rare entwickelt und von Nintendo veröffentlicht. Director des Spiels war Raregründer Tim Stamper, als Producer wurde der heutige Creative Director des Unternehmens Gregg Mayles eingesetzt. Stamper war auch bei den Entwicklungen von Donkey Kong Country und Donkey Kong Country 3 als Director tätig. Die Veröffentlichung von Donkey Kong Country 2 fand ziemlich genau ein Jahr nach Veröffentlichung des Vorgängers statt.
Wie für die SNES-Version war Rare auch für die Entwicklung des GBA-Remakes und des auf Donkey Kong Country 2 basierenden Game-Boy-Spiels Donkey Kong Land 2 verantwortlich. Beim GBA-Remake wurden der 2015 verstorbene Nintendo-Präsident Satoru Iwata als Executive Producer und Shigeru Miyamoto als Producer eingesetzt.

## Technisches
Donkey Kong Country 2: Diddy's Kong Quest benutzt ein SNES-Modul zur Datenspeicherung. Dieses Modul besitzt eine Größe von 32 Megabit. Auch Donkey Kong Country 1 & 3 verwenden 32-Mbit-Module. Die Handheld-Umsetzung von Donkey Kong Country 2 benutzt ebenfalls ein Steckmodul, ein sogenanntes Cartridge, zur Datenspeicherung.
Im Spiel können bis zu drei Speicherstände angelegt werden. Die Soundausgabe kann sowohl in Mono, als auch Stereo erfolgen. In der Sprachauswahl stehen die englische und die deutsche Sprache zur Verfügung.
Bei den Donkey-Kong-Country-Teilen für das SNES handelt es sich um reine Side-Scroller, es werden also immer nur die Teile des Levels angezeigt, in denen sich die Kongs gerade bewegen. Dabei laufen die Bilder immer horizontal von links nach rechts oder umgekehrt. Der Spieler schaut dabei immer von der Seite auf das Spielgeschehen. Das Bild wird in einer 2D-Grafik dargestellt. Bei Donkey Kong Country Returns handelt es sich ebenfalls um einen Side-Scroller, dieses ist aber bereits ein 2½D-Videospiel. Hierbei gehen zweidimensionale Daten zu dreidimensional strukturierten Daten über. Auch im neusten Teil der Donkey-Kong-Country-Serie, Donkey Kong Country: Tropical Freeze, werden 2D-Elemente mit 3D-Elementen verbunden. Dies wird dadurch erreicht, dass sich die Kamera dort teilweise auch im Hintergrund bewegt oder manchen Leveln umher dreht.
Das erste Donkey-Kong-Spiel, das komplett in 3D-Grafik gehalten ist, ist das 1997 erschienene Diddy Kong Racing, gefolgt von Donkey Kong 64.

## Musik
Der offizielle Soundtrack (OST) von Donkey Kong Country 2: Diddy's Kong Quest wurde am 1. Oktober 1995, das heißt noch vor dem Spiel selbst, veröffentlicht. Komponiert wurde er von David Wise, der auch die Soundtracks von Donkey Kong Country und Donkey Kong Country 3: Dixie Kong’s Double Trouble! produzierte. Ein Remix von „Stickerbrush Symphony“ wurde auch in Super Smash Bros. Brawl verwendet. Die Original-Soundtrack-CD von Nintendo gilt heute als Rarität und wird bei Auktionen teilweise für mehrere hundert Dollar verkauft. Am 15. März 2010 wurde von OverClocked ReMix ein Remixalbum unter dem Namen Donkey Kong Country 2: Serious Monkey Business veröffentlicht. Dieses enthält u. a. Disco-, Rock-, Trance- und Orchester-Remixes von vielen Titeln des Originalsoundtracks.
Es besteht die Möglichkeit, nahezu alle Musikstücke des Spiels im Spiel-Modi-Menü abspielen zu lassen. Dazu muss man ein neues Spiel in einem leeren Speicher beginnen, sodass die Spiel-Modi-Auswahl erscheint. Fährt man nun ganz nach unten auf die Auswahl „TWO Player Contest“ und betätigt danach fünf Mal das Steuerkreuz nach unten, erscheint eine geheime Auswahl names „Music Test“. In dieser Auswahl können diverse Musikstücke aus dem Spiel beliebig oft abgespielt werden.
Bei der Game-Boy-Advance-Version des Spiels können die Musiktitel durch Eingabe des Passworts „ONETIME“ im Cheat-Menü abgespielt werden.
| Liednummer | Originaltitel             | Zusatztitel            |
| ---------- | ------------------------- | ---------------------- |
| 01         | K. Rool Returns           | Title Theme            |
| 02         | Welcome to Crocodile Isle | Map Screen             |
| 03         | Klomp’s Romp              | Pirate Panic           |
| 04         | Lockjaw’s Saga            | Lockjaw’s Locker       |
| 05         | Jib Jig                   | Mainbrace Mayhem       |
| 06         | Swanky’s Swing            | Swanky’s Bonus Bonanza |
| 07         | Snakey Chantey            | Rattle Battle          |
| 08         | Bayou Boogie              | Barrel Bayou           |
| 09         | School House Harmony      | Wrinkly’s Theme        |
| 10         | Forest Interlude          | Web Woods              |
| 11         | Funky the Main Monkey     | Funky’s Theme          |
| 12         | Flight of the Zinger      | Hornet Hole            |
| 13         | Cranky’s Konga            | Cranky’s Theme         |
| 14         | Hot-Head Bop              | Hot-Head Hop           |
| 15         | Mining Melancholy         | Kannon's Klaim         |
| 16         | Run, Rambi! Run!          | Parrot Chute Panic     |
| 17         | Token Tango               | Bonus Level            |
| 18         | Stickerbrush Symphony     | Bramble Blast          |
| 19         | Bad Bird Rag              | Screech’s Sprint       |
| 20         | Disco Train               | Target Terror          |
| 21         | Boss Bossanova            | Boss Tune              |
| 22         | Steel Drum Rhumba         | Option Screen          |
| 23         | Krook’s March             | Chain Link Chamber     |
| 24         | Klubba’s Reveille         | Klubba’s Kiosk         |
| 25         | Haunted Chase             | Haunted Hall           |
| 26         | In a Snow-Bound Land      | Clapper’s Cavern       |
| 27         | Lost World Anthem         | The Lost World         |
| 28         | Primal Rave               | Animal Antics          |
| 29         | Crocodile Cacophony       | K. Rool’s Theme        |
| 30         | Donkey Kong Rescued       | Credits Roll           |

## Trivia
- Am Ende des Spiels, bei Auswertung der Anzahl der vom Spieler gefundenen DK-Münzen, haben die Nintendo-Charaktere Mario, Yoshi und optional Link einen Cameo-Auftritt.[17]
- Von Donkey Kong Country 2 war sowohl eine DOS-, als auch eine Virtual-Boy-Umsetzung in Planung. Beide wurden aber nie verwirklicht.[18][19]

## Name
In Japan wurde Donkey Kong Country 2: Diddy’s Kong Quest unter dem Namen Super Donkey Kong 2: Dixie & Diddy (jap. スーパードンキーコング２　ディクシー＆ディディー, Sūpā Donkī Kongu 2: Dikushī & Didī) veröffentlicht. Das GBA-Remake erschien unter dem Namen Super Donkey Kong 2. In China trägt DKC2 den Namen Dajingang Chengshi 2 (chin. 大金刚城市2).
Ursprünglich sollte Donkey Kong Country 2 den Untertitel Diddy Kong's Quest (deutsch: Diddy Kongs Suche) tragen, dieser wurde aber vor Veröffentlichung in Diddy's Kong Quest (deutsch: „Diddys Kongsuche“) geändert. Kong Quest soll auf das englische Wort Conquest (deutsch: „Eroberung“) anspielen. So sollten vermutlich die Hauptziele des Spiels, die Suche nach Donkey Kong und die Eroberung der Krokodilinsel, der Heimat von Kaptain K. Rool und den Kremlings, verdeutlicht werden.

## Verkaufte Einheiten
Insgesamt wurde Donkey Kong Country 2: Diddy’s Kong Quest weltweit ca. 5,15 Millionen Mal verkauft.
Mit dieser Verkaufszahl belegt das Spiel hinter Super Mario World, Super Mario All-Stars, Donkey Kong Country, Super Mario Kart und Street Fighter II Platz 6 der meistverkauften SNES-Spiele. Super Mario World ist das mit Abstand erfolgreichste SNES-Spiel und erreichte mit ca. 20,6 Millionen verkauften Einheiten fast viermal so viele wie Donkey Kong Country 2.
Von der ursprünglichen Donkey-Kong-Country-Serie für das SNES ist DKC2 das zweit erfolgreichste Spiel, nach Donkey Kong Country mit ca. 9,30 Millionen verkauften Einheiten. Der 1996 veröffentlichte Nachfolger von DKC2, Donkey Kong Country 3: Dixie Kong’s Double Trouble!, dessen Verkauf auch von der hauseigenen Konkurrenz des kurz zuvor veröffentlichten Nintendo 64 geschwächt wurde, erreichte eine verkaufte Stückzahl von ca. 3,51 Millionen.
Vom Game-Boy-Advance-Remake von Donkey Kong Country 2 wurden insgesamt ca. 1,23 Millionen Einheiten abgesetzt. Es konnte damit nicht an den Erfolg des GBA-Remakes von Donkey Kong Country anschließen, welches ca. 2,04 Millionen mal verkauft wurde, ging aber öfter über den Ladentisch, als das GBA-Remake von Donkey Kong Country 3. Dieses konnte eine Verkaufszahl von ca. 0,77 Millionen erreichen. Auf der Liste der erfolgreichsten Game-Boy-Advance-Spiele belegt Donkey Kong Country 2 Platz 53. Platz 1 belegt hier Pokémon Rubin- und Saphir-Edition mit ca. 15,85 Millionen verkauften Einheiten.

## Vorgänger und Nachfolger
Vorgänger von Donkey Kong Country 2: Diddy’s Kong Quest ist das 1994 erschienene Donkey Kong Country. Der erste Teil der Serie konnte großen Erfolg verbuchen und wurde von Kritikern durchgehend gelobt. Donkey Kong Country war das erste SNES-Spiel bei dem ein von Tim und Chris Stamper entwickeltes Verfahren eingesetzt wurde, mit dem es möglich war, Spielwelt und -figuren zunächst als 3D-Objekte auf Silicon-Graphics-Workstations zu modellieren und in True Color zu rendern. Der erste Teil ist bis heute der Erfolgreichste der Donkey-Kong-Country-Reihe.
1996 erschien Donkey Kong Country 3: Dixie Kong’s Double Trouble! als letzter Teil der ursprünglichen Donkey-Kong-Country-Serie für den Super Nintendo. Auch der dritte Teil stieß auf positive Resonanz. Die Verkaufszahlen sanken jedoch gegenüber den Vorgängern ab.
16 Jahre nach dem ersten Teil erschien Donkey Kong Country Returns für die Nintendo Wii. Donkey Kong Country Returns greift auf bekannte Dinge aus den SNES-Vorgängern zurück, enthält aber auch verschiedene Neuerungen. Beispielsweise wurden die Kremlings aus den SNES-Teilen von den neueingeführten Tikis ersetzt. Der vierte Teil stammt erstmals auch nicht aus dem Hause Rare, sondern wurde vom US-amerikanischen Videospielhersteller Retro Studios entwickelt.
2013 stellte Nintendo den fünften Teil Donkey Kong Country: Tropical Freeze auf der E3 vor. Auch dieser wurde von Retro Studios entwickelt und erschien am 21. Februar 2014 für die Wii U.

## Remakes

### Game Boy
Circa ein Jahr nach der Veröffentlichung von Donkey Kong Country 2: Diddy’s Kong Quest für das SNES kam ein auf Donkey Kong Country 2 basierendes Spiel für den Game Boy namens Donkey Kong Land 2 auf den Markt. Die Handlung entspricht größtenteils dem SNES-Vorbild, das Bild kann vom Game Boy allerdings nur schwarz-weiß ausgeben werden. Auch die Musik wurde an den Game Boy angepasst. Obwohl sich die Handlungen und die meisten Spielwelten ähneln, besitzt Donkey Kong Land 2 neudesignte Level und stellt daher, wie fälschlicherweise oft angenommen, keine Direktumsetzung von DKC2 dar. Insgesamt wurden von Donkey Kong Land 2 2,35 Millionen Einheiten verkauft. 1,41 Millionen davon allein in den USA.

### Game Boy Advance
Am 25. Juni 2004 wurde unter dem Namen Donkey Kong Country 2 eine Umsetzung für den Game Boy Advance veröffentlicht. Bei dieser Version handelt sich anders als bei Donkey Kong Land 2 um eine Direktumsetzung des SNES-Spiels von 1995. Die Handlung und das Spielprinzip wurden hier kaum verändert und entsprechen zum großen Teil der SNES-Version. Die Designs der Spielwelten weichen zwar wiederum meist leicht bis stark von den SNES-Originalen ab, die Levelaufteilung und auch die Leveldesigns blieben allerdings allergrößtenteils unverändert.
Allerdings nahmen die Entwickler im GBA-Remake andere Veränderungen bzw. Ergänzungen gegenüber dem SNES-Vorbild vor. Beispielsweise enthält die Spielwelt K. Rools Reich einen Endgegner und die Leben- und Bananenmünzenanzahl wird gespeichert. Zudem enthält das GBA-Remake mehr DK-Münzen, zusätzliche Minispiele und neue sammelbare Items. In jedem Level ist eine Feder von Tierhelfer Expresso zu finden, die man bei Cranky Kong abliefern muss. Mit diesen Federn kann man Expresso „stärken“. Mit Expresso, der im SNES-Spiel nicht vorkommt, kann man dann Rennen bestreiten, für dessen Gewinne man DK-Münzen erhält. Bei Wrinkly Kong können Fotoapparate abgeben werden, die in einzelnen Leveln versteckt sind und Fotos in Dixie Kongs Fotoalbum freischalten. Auch dafür erhält man DK-Münzen. Funky Kong stellt wieder die Möglichkeit zur Verfügung, von Spielwelt zu Spielwelt zu reisen, diesmal in Form eines Helikopters. Dieser kann aber im Gegensatz zum SNES-Vorbild jederzeit über das Start-Menü ausgewählt werden, wodurch Funky nicht jedes Mal aufgesucht werden muss. Besucht man Funky in der GBA-Umsetzung, kann man auch bei ihm neue Minispiele absolvieren, für deren Beendigung man wiederum DK-Münzen erhält. In einem dieser Minispiele hat die in der Super-Nintendo-Version nicht auftretende Tiny Kong einen Cameo-Auftritt.
Die Game-Boy-Advance enthält diverse Mehrspielermodi. Von Donkey Kong Country 2 wurden 1,23 Millionen Einheiten abgesetzt, der Großteil davon in den USA.

### Wii
Von Mai 2007 bis November 2012 konnte Donkey Kong Country 2: Diddy’s Kong Quest in der Virtual Console der Nintendo Wii für 800 Wii-Points erworben werden. Am 25. November 2012 nahm Nintendo die Spiele der Donkey-Kong-Country-Reihe aber vorübergehend aus dem Satz der Virtual Console. Bis dahin gekaufte Speicherabbilder blieben zwar auf der Konsole gespeichert und konnten unverändert gestartet und gespielt werden, allerdings konnten sie nicht neu erworben oder heruntergeladen werden. Seit 30. Oktober 2014 ist Donkey Kong Country 2 wieder in der Virtual Console der Wii verfügbar. Donkey Kong Country 1 & 3 ebenfalls. Das Spielgeschehen kann sowohl mit dem Wii-Classic-Controller, als auch dem Nintendo-GameCube-Controller gesteuert werden.

### Wii U
Seit dem 23. Oktober 2014 ist Donkey Kong Country 2: Diddy’s Kong Quest im eShop der Wii U für 7,99 € erwerbbar. Bis zum 6. November 2014 bot es in den sogenannten „Donkey-Kong-Country-Wochen“ eine Ermäßigung von 33 % auf Donkey Kong Country: Tropical Freeze. Auch Donkey Kong Country 1 & 3 sind im eShop verfügbar. Gesteuert werden kann das Spiel mit dem Wii U GamePad, dem Wii U Pro Controller, der Wii-Fernbedienung und dem Wii-Classic-Controller-Pro.

## Kritiken
Donkey Kong Country 2: Diddy’s Kong Quest erhielt durchwegs gute Kritiken und Bewertungen, wobei die SNES-Version meist besser bewertet wurde als die GBA-Portierung.

„Wie schon der erste Teil hatte auch Donkey Kong Country 2 eine sehr schöne Grafik und zum Teil sehr gute Musik, bei der man das ein oder andere Mal einen Ohrwum bekam. Donkey Kong Country 2 ist wohl eine der wenigen Spielfortsetzungen, die eindeutig besser als der Vorgänger ist. Die Level sind abwechslungsreicher und es gibt viel mehr Minispiele. Auch Dixie spielt sich um Einiges besser als der schwerfällige Donkey Kong. Auch dieser Teil wurde aufgrund seiner Beliebtheit einige Male neu aufgesetzt […].“

„Spielerisch und inszenatorisch sollte Donkey Kong Country 2 seinen Vorgänger überflügeln und auch vom Nachfolger Dixie Kong’s Double Trouble! unangetastet bleiben – wenn auch nur knapp. Ob dies das Mittelstück der Trilogie zum besten Teil der Reihe macht, entscheidet jeder für sich selbst. Fest steht, dass Diddy Kong selbst 1995 – kurz vor Anbruch des 3D-Zeitalters und nach Jahren des 2D-Jump & Run-Bestehens – immer noch vormacht, wie perfekte Genrekost funktioniert.“

Die derzeitige Bewertung bei GameRankings liegt bei 89,81 %, die Bewertungswebsite Metacritic vergibt für die GBA-Version des Spiels einen Metascore von 80. Die Videospielwebsite GameSpot bewertet DKC2 mit 8,0, bei IGN liegt die Bewertung bei 8,8. Bei Nintendojo erhält DKC2 eine Bewertung von 9,9.

## Auszeichnungen
Donkey Kong Country 2: Diddy’s Kong Quest wurde mehrfach ausgezeichnet:
- Nummer 65 der „Top 100 Spiele aller Zeiten“ (vom amerikanischen Videospiel-Magazin Game Informer im August 2001)
- Bestes SNES-Spiel des Jahres 1995 (vom amerikanischen Videospiel-Magazin Game Players in der Ausgabe Vol 8, Nr. 13)
- Beste 16-Bit Grafik aus dem Jahr 1995 (vom amerikanischen Videospiel-Magazin Game Players in der Ausgabe Vol 8, Nr. 13)

## Spielzeitrekord
Der Weltrekord der kürzesten Spielzeit der SNES-Version von Donkey Kong Country 2 für einen Spielfortschritt von 102 % liegt derzeit bei 1 Stunde und 27 Minuten und wurde am 17. Februar 2017 von V0oid aufgestellt.
Bei der GBA-Version liegt die kürzeste Spielzeit für einen Spielstand 100 % bei 56 Minuten. Dieser Rekord wird von James Conway gehalten und wurde am 15. April 2005 aufgestellt.

## Sonstiges
1995 erschien eine Sonderausgabe des Club-Nintendo-Heftes, die einen Comic über Donkey Kong Country 2: Diddy’s Kong Quest zum Gegenstand hatte.
Einige SNES-Spiele wurden zusammen mit der Konsole in einem sogenannten „Bundle“ verkauft. Auch von Donkey Kong Country 2 kam ein limitiertes Bundle auf den Markt. Das Donkey-Kong-Country-2-Bundle trägt den Namen „Pirate Pack“ und gilt heute als Sammlerstück.
Für das Spiel wurde ein offizieller Spieleberater mit Levelkarten, Lösungswegen und weiteren Spieltipps veröffentlicht.
Donkey Kong Country 2 verfügt über einen offiziell von Rare ins Spiel integrierten Cheat-Modus. Beginnt man ein neues Spiel in einem leeren Speicher, erscheint zunächst die Auswahl der Spiel-Modi. Fährt man nun ganz nach unten auf die Auswahl „TWO Player Contest“ und betätigt danach fünf Mal das Steuerkreuz nach unten, erscheint eine geheime Auswahl names „Music Test“. Durch wiederum fünfmaliges Betätigen des Steuerkreuzes nach unten erscheint der „Cheat-Modus“. Gibt man nun die Tastenfolge „Y, A, Select, A, Runter, Links, A, Runter“ ein, erhält man 50 Extraleben, durch Eingabe der Tastenfolge „B, A, Rechts, Rechts, A, Links, A, X“ werden die Halbzeit-Fässer entfernt, um das Spiel zu erschweren.

## Anmerkung
1. ↑   Dieser Brief ist im ersten Level „Piratenpanik“ zu finden. In der Spieleanleitung wird ein Brief mit folgendem Inhalt zitiert: „An die zottelige Familie Kong: Hah-arrrh! Wir haben den großen Affen! Wenn ihr ihn zurückhaben wollt, müßt Ihr uns Eueren gesamten Bananen-Vorrat aushändigen !!! King K. Rool“